# Они были актёрами
«Они были актёрами» — советский художественный фильм, снятый режиссёром Георгием Натансоном на киностудии «Мосфильм» в 1981 году. Премьера фильма состоялась в декабре 1981 года.

## Сюжет
Сюжет фильма основан на реальных событиях Великой Отечественной войны.
В Крыму, оккупированном немецкими войсками, актёры Крымского государственного драматического театра им. М. Горького (во время оккупации в 1942—1944 годах назывался «Симферопольским русским театром драмы и комедии») продолжают борьбу с врагом в составе подпольной группы «Соколы».
Но не все люди ведут себя на оккупированной территории одинаково достойно. Были и те, кто пошёл на службу к захватчикам и стал предателем. Они и сдали подпольщиков гестапо. 10 апреля 1944 года, за три дня до освобождения города, подпольщики были расстреляны на окраине Симферополя.
Нескольким предателям удалось тогда скрыть свои преступления. Только в 1980 году они предстали перед военным трибуналом за сотрудничество с гестапо.
В. В. Орлов и Г. Г. Натансон написали пьесу «Они были актёрами» о деятельности подпольщиков. Спектакль, поставленный в 1973 году народным артистом УССР А. Г. Новиковым по пьесе, был удостоен Государственной премии СССР (1977) и Золотой медали им. А. Попова (1974).
В 1980 году Г. Г. Натансон, переработав пьесу в киносценарий, уже в качестве режиссёра перенёс её на экран на киностудии «Мосфильм».

## В ролях
В основном привлекались актёры Мосфильма и Театр-студия киноактёра. Часть ролей сыграли актёры Крымского государственного драматического театра имени М. Горького (Елизавета Сергеева, Юрий Максимов), но часть из них исполняли те же роли, что и в одноимённом спектакле своего театра.
- Зинаида Кириенко — Александра Фёдоровна Перегонец, актриса театра
- Игорь Ледогоров — Рябинин, директор театра
- Александр Фатюшин — Николай Андреевич Барышев, театральный художник, активист-подпольщик
- Жанна Прохоренко — Озерова, связная подпольного горкома партии
- Владимир Дружников — Анатолий Иванович Добкевич, главный режиссёр театра, ведущий актёр, муж Перегонец
- Николай Волков — Всеволод Игнатьевич Двин-Двинский, старейший актёр театра
- Елизавета Сергеева — Зоя Титовна (Павловна) Яковлева, актриса театра
- Людмила Стоянова — Наталья Фёдорова, актриса театра
- Аристарх Ливанов — Дмитрий Константинович Добросмыслов, актёр театра
- Владимир Зайцев — Олег Савватеев, ученик художника, подпольщик
- Евгений Тарасов — Иван Фёдорович, пожилой актёр
- Алексей Алексеев — председатель военного трибунала
- Муза Крепкогорская — Анна Панкратьевна Каблукова, агент гестапо
- Иван Косых — Матвей Гаврилович Солодчий, сотрудник гестапо
- Борис Битюков — Ганс Францевич Фрике, переводчик гестапо
- Улдис Лиелдидж — Ганс фон Вине, оберст (полковник вермахта)
- Аудрис Мечисловас Хадаравичюс — Курт Кристман, штурмбаннфюрер СС
- Юозас Ригертас — Вальтер Керер, унтерштурмфюрер СС
- Иван Жеваго — бургомистр Симферополя
- Николай Бармин — обвинитель на военном трибунале
- Богдан Бенюк — абитуриент
- Андрей Брандт — эпизод
- Валериан Виноградов — член военного трибунала, подполковник юстиции
- Вадим Грачёв — защитник на военном трибунале
- Наталья Григорьева — абитуриентка
- Сергей Зеленюк — эпизод
- Евгений Капитонов — эпизод
- Юрий Мартынов — член военного трибунала, майор юстиции
- Валентина Клягина — Наташа Устюг, радистка
- Валерий Фролов — эпизод
- Борис Халеев — командир партизанского отряда
- Юрий Максимов — актёр (нет в титрах)
- Галина Левченко — женщина в зале суда (нет в титрах)
- Юрий Соколов — эпизод (нет в титрах)
- Данута Столярская — эпизод (нет в титрах)

Песню в фильме исполняет Иосиф Кобзон.